# Kanikuly v Prostokvašino
Kanikuly v Prostokvašino (in russo Каникулы в Простоквашино?, lett. Vacanze a Prostokvašino) è un film d'animazione sovietico del 1980 prodotto dalla Sojuzmul'tifil'm, secondo episodio della serie tratta dal racconto di Ėduard Uspenskij Djadja Fëdor, pës i kot (in russo Дядя Фёдор, пёс и кот?, Lo zio Fëdor, un cane e un gatto).

## Episodi della serie
- Troe iz Prostokvašino (Трое из Простоквашино, 1978).
- Kanikuly v Prostokvašino (Каникулы в Простоквашино, 1980).
- Zima v Prostokvašino (Зима в Простоквашино, 1984).